# Australische Fußballnationalmannschaft (U-17-Junioren)
Die australische U-17-Fußballnationalmannschaft ist eine Auswahlmannschaft australischer Fußballspieler. Sie unterliegt der Football Federation Australia und repräsentiert sie international auf U-17-Ebene, etwa in Freundschaftsspielen gegen die Auswahlmannschaften anderer nationaler Verbände, bei U-16-Asienmeisterschaft und U-17-Weltmeisterschaften. Vor ihrem Wechsel in den Asiatischen Fußballverband nahm die Mannschaft an U-17-Ozeanienmeisterschaften teil.
Die Mannschaft wurde 1999 in Neuseeland Vize-Weltmeister. Das Finale hatte sie im Elfmeterschießen gegen Brasilien verloren. Zudem erreichte sie sechsmal das WM-Viertelfinale.
Sie wurde zehnmal Ozeanienmeister und einmal Vize-Ozeanienmeister.
Ihr bestes Ergebnis bei Asienmeisterschaften war das Erreichen der Halbfinals 2010 und 2014. 2010 verlor sie dieses gegen den Gastgeber und späteren Vize-Asienmeister Usbekistan, 2014 unterlag sie dem späteren Asienmeister Nordkorea im Elfmeterschießen.

## Teilnahme an U-17-Weltmeisterschaften
(Bis 1989 U-16-Weltmeisterschaft)
| 1985 | Viertelfinale      |
| 1987 | Viertelfinale      |
| 1989 | Vorrunde           |
| 1991 | Viertelfinale      |
| 1993 | Viertelfinale      |
| 1995 | Viertelfinale      |
| 1997 | nicht qualifiziert |
| 1999 | 2. Platz           |
| 2001 | Viertelfinale      |
| 2003 | Vorrunde           |
| 2005 | Vorrunde           |
| 2007 | nicht qualifiziert |
| 2009 | nicht qualifiziert |
| 2011 | Achtelfinale       |
| 2013 | nicht qualifiziert |
| 2015 | Achtelfinale       |
| 2017 | nicht qualifiziert |
| 2019 | Achtelfinale       |
| 2023 | nicht qualifiziert |

## Teilnahme an U-17-Ozeanienmeisterschaften
(Bis 1989 U-16-Ozeanienmeisterschaft)
| 1983   | Ozeanienmeister |
| 1986   | Ozeanienmeister |
| 1989   | Ozeanienmeister |
| 1991   | Ozeanienmeister |
| 1993   | Ozeanienmeister |
| 1995   | Ozeanienmeister |
| 1997   | 2. Platz        |
| 1999   | Ozeanienmeister |
| & 2001 | Ozeanienmeister |
| & 2003 | Ozeanienmeister |
| 2005   | Ozeanienmeister |

## Teilnahme an U-16-Asienmeisterschaft
| U-16-Asienmeisterschaft | U-17-Asienmeisterschaft  |
| ----------------------- | ------------------------ |
|                         | 2006: nicht qualifiziert |
| 2008: Viertelfinale     |                          |
| 2010: Halbfinale        |                          |
| 2012: Viertelfinale     |                          |
| 2014: Halbfinale        |                          |
| 2016: Vorrunde          |                          |
| 2018: Halbfinale        |                          |
|                         | 2023: Viertelfinale      |